# درخت سنجد (میان‌جلگه)
درخت سنجد (نیشابور)، روستایی از توابع بخش میان‌جلگه شهرستان نیشابور در استان خراسان رضوی ایران است.

## جمعیت
این روستا در دهستان عشق‌آباد قرار دارد و براساس سرشماری مرکز آمار ایران در سال ۱۳۸۵، جمعیت آن ۹۰ نفر (۲۵خانوار) بوده‌است.